# Liste der Stolpersteine in Wiesbaden-Nordenstadt

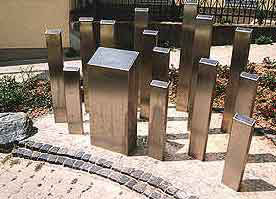
Mahnmal Nordenstadt: „Wir gedenken in Demut und in Scham der Nordenstadter Juden, die am 10. Juni und am 28. August 1942 von hier in die Vernichtungslager deportiert wurden: Erna Wolf, Else Weis, Leo Ochs, Frieda Ochs, Sylvia Ochs, Benny Schönfeld, Saul Löwenstein, Frieda Löwenstein, Irena Frank, Ludwig Frank, Paul Frank u. a.“

In Nordenstadt, bis zur Eingemeindung in Wiesbaden 1977 eine selbständige Gemeinde des „Ländchens“, gab es bis in die 1930er Jahre 15 jüdische Familien, die teils am südlichen Rand des alten Ortskerns, teils im damaligen Neubaugebiet des westlichen Ortskerns wohnten.
Die Nordenstadter Juden gehörten der Kultusgemeinde Wallau an. Dort stand die kleine Synagoge, in die sie zum Gottesdienst gingen und dort beerdigten sie auf dem jüdischen Friedhof ihre Toten.
Nach dem Novemberpogrom 1938 verschlechterte sich die Lebenssituation auch der Nordenstadter Juden immer mehr, wer konnte ergriff die Flucht ins Ausland. Vierzehn jüdische Bürgerinnen und Bürger sind 1943 deportiert und ermordet worden. Weitere fünfzehn gebürtige Nordenstadter wurden aus anderen Orten verschleppt und sind ebenfalls Opfer des Holocaust geworden.
 Info: Angaben zu Eigenschaften, welche alle Teillisten für Wiesbaden gemeinsam haben, sind unter Liste der Stolpersteine in Wiesbaden zu finden.

## Liste
| Adresse                | Name                                 | Inschrift mit Ergänzungen | Verlegedatum  | Bild | Anmerkung |
| ---------------------- | ------------------------------------ | --- | ------------- | ---- | --- |
| Geisbergweg 2 ·        | Irene Frank geb. Schönfeld           | Hier wohnte Irene Frank geb. Schönfeld Jg. 1918 Deportiert 1942 Lublin Ermordet 1942 in Sobibor                                    | 18. Okt. 2010 |      | |
| Geisbergweg 2 ·        | Ludwig Frank                         | Hier wohnte Ludwig Frank Jg. 1912 Deportiert 1942 Lublin Ermordet 1942 in Sobibor                                                  | 18. Okt. 2010 |      | |
| Geisbergweg 2 ·        | Paul Frank                           | Hier wohnte Paul Frank Jg. 1941 Deportiert 1942 Lublin Ermordet 1942 in Sobibor                                                    | 18. Okt. 2010 |      | |
| Geisbergweg 2 ·        | Benny Schönfeld                      | Hier wohnte Benny Schönfeld Jg. 1908 Deportiert 1942 Lublin Ermordet 1942 in Majdanek                                              | 18. Okt. 2010 |      | |
| Geisbergweg 2 ·        | Clementine Schönfeld geb. Nachmann   | Hier wohnte Clementine Schönfeld geb. Nachmann Jg. 1875 Deportiert 1942 Theresienstadt Ermordet 1942 in Treblinka                  | 18. Okt. 2010 |      | |
| Rüsselgasse 9 ·        | Joseph Joseph                        | Hier wohnte Joseph Joseph Jg. 1876 Deportiert 1942 Theresienstadt Tot 16.5.1944                                                    | 4. Nov. 2010  |      | Joseph Joseph betrieb im Haus Rüsselgasse 9 eine Metzgerei mit Schlachthaus und Stallungen. Verkauft wurden koschere und auch nicht koschere Fleischwaren. Das Geschäft war gut eingeführt und hatte Kundschaft aus Nordenstadt und Igstadt, aus Wallau und Breckenheim, Kloppenheim, Erbenheim und Bierstadt. Doch nach der Machtübertragung an Hitler ging der Umsatz 933/1934 um etwa 20 bis 30 % zurück, 1935 sank er um etwa 70 %. 1936 war der Rückgang so groß, dass das Geschäft Ende des Jahres geschlossen werden musste. |
| Rüsselgasse 3 ·        | Frieda Löwenstein geb. Schwarzschild | Hier wohnte Frieda Löwenstein geb. Schwarzschild Jg. 1884 Deportiert 1942 Lublin Ermordet 1942 in Sobibor                          | 27. Jan. 2009 |      | Die Eltern von Frieda Löwenstein, der Metzger Moses Schwarzschild und Mina Schwarzschild geb. Stern, betrieben in der Obergasse 25 in Massenheim eine Metzgerei. Die Löwensteins waren angesehene Nordenstadter Bürger. Sali war viele Jahre Vorstandsmitglied des Nordenstadter Gesangvereins und gut die Gemeinde integriert. Im sozialen Leben von Nordenstadt nahm er eine hervorgehobene Stellung ein und galt als wohltätig. Sein Viehhandel war bei Lieferanten und Kunden weit über Nordenstadt hinaus angesehen und sehr gut eingeführt. Seine Lieferanten für Kälber waren die Landwirte in Nordenstadt, Igstadt, Kloppenheim und Bierstadt. Bis 1933 hatte Sali Löwenstein einen sehr ertragreichen Viehhandel, der jedoch nach dem Boykott jüdischer Geschäftsleute 1933 schlagartig zurückging. |
| Rüsselgasse 3 ·        | Sali Löwenstein                      | Hier wohnte Sali Löwenstein Jg. 1883 Deportiert 1942 Lublin Ermordet 1942 in Sobibor                                               | 27. Jan. 2009 |      | Die Eltern von Frieda Löwenstein, der Metzger Moses Schwarzschild und Mina Schwarzschild geb. Stern, betrieben in der Obergasse 25 in Massenheim eine Metzgerei. Die Löwensteins waren angesehene Nordenstadter Bürger. Sali war viele Jahre Vorstandsmitglied des Nordenstadter Gesangvereins und gut die Gemeinde integriert. Im sozialen Leben von Nordenstadt nahm er eine hervorgehobene Stellung ein und galt als wohltätig. Sein Viehhandel war bei Lieferanten und Kunden weit über Nordenstadt hinaus angesehen und sehr gut eingeführt. Seine Lieferanten für Kälber waren die Landwirte in Nordenstadt, Igstadt, Kloppenheim und Bierstadt. Bis 1933 hatte Sali Löwenstein einen sehr ertragreichen Viehhandel, der jedoch nach dem Boykott jüdischer Geschäftsleute 1933 schlagartig zurückging. |
| Stolberger Straße 26 · | Frieda Ochs geb. Weis                | Hier wohnte Frieda Ochs geb. Weis Jg. 1896 Deportiert 1942 Lublin Ermordet 1942 in Sobibor                                         | 4. Okt. 2011  |      | Frieda und Leopold Ochs und die Tochter Sylvia lebten sehr zurückgezogen. Die Eltern führten einen Kolonialwarenladen, in dem auch Schmierstoffe für landwirtschaftliche Geräte angeboten wurden. Am 10. Juni 1942 wurde die Familie auf einem Lastwagen zur Deportation nach Lublin abgeholt. Leopold, Frieda und Sylvia Ochs sind sehr wahrscheinlich im gleichen Jahr in Majdanek und Sobibor ermordet worden. |
| Stolberger Straße 26 · | Leo Ochs                             | Hier wohnte Leo Ochs Jg. 1883 Deportiert 1942 Lublin Ermordet in Majdanek                                                          | 4. Okt. 2011  |      | Frieda und Leopold Ochs und die Tochter Sylvia lebten sehr zurückgezogen. Die Eltern führten einen Kolonialwarenladen, in dem auch Schmierstoffe für landwirtschaftliche Geräte angeboten wurden. Am 10. Juni 1942 wurde die Familie auf einem Lastwagen zur Deportation nach Lublin abgeholt. Leopold, Frieda und Sylvia Ochs sind sehr wahrscheinlich im gleichen Jahr in Majdanek und Sobibor ermordet worden. |
| Stolberger Straße 26 · | Sylvia Ochs                          | Hier wohnte Sylvia Ochs Jg. 1922 Deportiert 1942 Lublin Ermordet in Sobibor                                                        | 4. Okt. 2011  |      | Frieda und Leopold Ochs und die Tochter Sylvia lebten sehr zurückgezogen. Die Eltern führten einen Kolonialwarenladen, in dem auch Schmierstoffe für landwirtschaftliche Geräte angeboten wurden. Am 10. Juni 1942 wurde die Familie auf einem Lastwagen zur Deportation nach Lublin abgeholt. Leopold, Frieda und Sylvia Ochs sind sehr wahrscheinlich im gleichen Jahr in Majdanek und Sobibor ermordet worden. |
| Stolberger Straße 43 · | Martha Schiffer geb. Fried           | Hier wohnte Martha Schiffer geb. Fried Jg. 1889 Flucht 1939 Belgien Interniert Mechelen Deportiert 1942 Ermordet 1942 in Auschwitz | 9. Sep. 2008  |      | Selma Fried war unverheiratet und arbeitete bis ca. 1935 als Direktrice in einem renommierten Modesalon in Würzburg. Seit 1939 war sie in Wiesbaden, Yorkstr. 17, bei Kronfeld, gemeldet. Selma war die Älteste von drei Geschwistern. Ihr Bruder Ludwig Fried wurde am 29. August 1890, ihre Schwester Martha Fried am 2. Juni 1894 geboren, beide ebenfalls in Nordenstadt. |
| Stolberger Straße 43 · | Selma Fried                          | Hier wohnte Selma Fried Jg. 1889 Deportiert 1942 Lublin Ermordet 1942 in Sobibor                                                   | 9. Sep. 2008  |      | Selma Fried war unverheiratet und arbeitete bis ca. 1935 als Direktrice in einem renommierten Modesalon in Würzburg. Seit 1939 war sie in Wiesbaden, Yorkstr. 17, bei Kronfeld, gemeldet. Selma war die Älteste von drei Geschwistern. Ihr Bruder Ludwig Fried wurde am 29. August 1890, ihre Schwester Martha Fried am 2. Juni 1894 geboren, beide ebenfalls in Nordenstadt. |
| Rüsselgasse 4 ·        | Elise Weis geb. Weis                 | Hier wohnte Elise Weis geb. Weis Jg. 1885 Deportiert 1942 Lublin Ermordet in Sobibor                                               | 2. Mai 2013   |      | Die Nachbarn nannten sie „Lumbe-Liesche“ (hessisch für „Lumpen-Lieschen“), da sie sich als Lumpensammlerin verdingte. |
| Turmstraße 1 ·         | Else Weis                            | Hier wohnte Else Weis Jg. 1900 Deportiert 1942 Lublin Ermordet in Sobibor                                                          | 2. Mai 2012   |      | |